# باکی لارسون: ستاره مادرزاد
باکی لارسون: ستارهٔ مادرزاد (انگلیسی: Bucky Larson: Born to Be a Star) فیلمی در ژانر کمدی به کارگردانی تام بریدی است که در سال ۲۰۱۱ منتشر شد.

## بازیگران
- کریستینا ریچی
- استیون درف
- دان جانسون
- نیک اسواردسون
- کوین نیلن
- ادوارد هرمن
- نیکولاس تورتورو
- آدام سندلر
- کورتیس آرمسترانگ
- جیمی فالون
- جاناتان لاوران
- میریام فلین
- پاولی شور